# Múndir I
Al-Múndir ibn Yahya at-Tuyibi o Múndir I (m. 1021/1023). Rey de la taifa de Zaragoza entre 1018 y 1021/1023 perteneciente al linaje de los tuyibíes.
Comenzó su carrera militar como simple soldado, aunque pronto ganó reputación luchando en los ejércitos de Almanzor y ascendiendo al rango de general, lo que le valió posteriormente obtener el cargo de gobernador de Tudela (cabeza de distrito de la Marca Superior) hacia 1009 y el de emir de Zaragoza, dignidad que le fue concedida hacia 1013 por el califa Sulaimán al-Mustaín.
Más intervino en las luchas civiles ocurridas en Córdoba apoyando a la facción omeya de, sucesivamente, Muhámmad II al-Mahdi (1009), Sulaimán al-Mustaín (1013 a 1016) y finalmente de Abderramán IV en 1018. Para esta última y fracasada incursión cordobesa se alió con el eslavo Jairán de Almería y el conde de Barcelona Berenguer Ramón I.
Con el deterioro del poder central en al-Ándalus, se declaró independiente, iniciando con ello el reino taifa de Zaragoza en 1018, año en que acuña sus primeras monedas. Consiguió expulsar al gobernador de Huesca miembro también de su linaje, Ibn Sumádih, e inició un periodo de mejora de obras públicas en la Taifa, con la ampliación de la mezquita aljama de Zaragoza, y la acogida de intelectuales y poetas áulicos tan prestigiosos como Ibn Darrach, panegirista de Almanzor, o Saíd al-Bagdadi, con lo que dio lustre a su corte.
Se le tuvo por un hábil político, un gran diplomático y un inteligente estratega militar y buen guerrero. Zaragoza prosperó durante su reinado, aseguró sus fronteras mediante pactos con los condes cristianos pirenaicos.
En cuanto a su política exterior, estuvo condicionada por sus hostilidades con Sancho el Mayor de Pamplona. Para contrarrestarlo concertó un enlace entre Berenguer Ramón I de Barcelona y Sancha, hija de Sancho García de Castilla; el acuerdo de matrimonio se celebró en Zaragoza en el 1016, con gran boato e invitados tanto musulmanes como cristianos. Por la corta edad de los prometidos, la boda se celebró más tarde, en el 1021. Su mediación en la boda entre el heredero barcelonés y la hija del conde castellano le granjeó la paz con estos dos condados cristianos, lo que le permitió hacer frente a Sancho el Mayor con mayor facilidad. Los catorce años de gobierno de Múndir en Zaragoza fueron de paz con Castilla y Barcelona, al contrario que con el Reino de Pamplona.
Falleció en el 1022, y le sucedió en el trono de la taifa zaragozana su hijo Yahya al-Muzáffar.
| Predecesor: gobierno emiral | Múndir I Rey taifa de Zaragoza 1018-1021/23 | Sucesor: Yahya al-Muzáffar |